# Rubina Gillani
Rubina Gillani es una médica pakistaní especializada en salud pública, y en oftalmología por la provincia Jaiber Pajtunjuá.
Se especializó como médica generalista y trabajó en la Fuerza Aérea de Pakistán por seis años.
La Dra. Gillani fue mánager nacional de la Fundación Fred Hollows, en Pakistán desde 1998, hasta 2014. Como Gerenta nacional, hizo una gran cantidad de trabajo de dirección, aunque se veía a sí misma como una "trabajadora de campo".
La Fundación ha estado trabajando con las agencias locales de prevención de ceguera en Pakistán desde 1997, tales como el Instituto de Oftalmología Comunitaria Pakistán y la Fundación de ojos Khyber. En 1998, un análisis de la situación se llevó a cabo por la Dra. Gillani para determinar la prevalencia de ceguera en Pakistán. Ella habló en la reunión IMG de la Fundación en octubre de 2003 en Sídney, Australia sobre la importancia de la sostenibilidad y el papel de la Fundación como una organización de desarrollo
.
En 2006 se encontró con el primer ministro australiano John Howard en Canberra lo que resulta en la decisión del Gobierno de Australia en financiar el programa de ojos en Pakistán por un período de 5 años.
En 2009, el gobierno federal australiano anunció más de 5 millones de dólares en fondos adicionales para el programa de la Fundación en Pakistán, que es la restauración de la vista de miles de personas en zonas remotas. En febrero de 2012, Gillani visitó el Departamento de Oftalmología del Hospital Escuela de Khyber y entregado equipos por valor de Rs 5 millones para el hospital.